# Indira Gandhi Award
Der Indira Gandhi Award (Indira Gandhi Award for the Best First Film of a Director) wird im Rahmen der National Film Awards an den besten Debütfilm verliehen. Der Preis ist nach der ehemaligen indischen Premierministerin Indira Gandhi (1917–1984) benannt.
| Jahr | Film                          | Sprache           | Regisseur                            | Produzent                    |
| ---- | ----------------------------- | ----------------- | ------------------------------------ | ---------------------------- |
| 1980 | Maina Tadanta                 | Bengalisch        | Utpalendu Chakraborty                |                              |
| 1981 | Aadhar Sila                   | Hindi             | Ashok Ahuja                          |                              |
| 1982 | Kann Sivanthaal Mann Sivakkum | Tamilisch         | Sridhar Rajan                        |                              |
| 1983 | Jaane Bhi Do Yaaro            | Hindi             | Kundan Shah                          |                              |
| 1984 | Meendum Oru Kaathal Kathai    | Tamilisch         | Prathap Pothan                       |                              |
| 1985 | New Delhi Times               | Hindi             | Romesh Sharma                        |                              |
| 1986 | Yeh Woh Manzil To Nahin       | Hindi             | Sudhir Mishra                        |                              |
| 1987 | Ekti Jiban                    | Bengalisch        | Raja Mitra                           |                              |
| 1988 | Thrishagni                    | Hindi             | Nabayendu Ghosh                      |                              |
| 1989 | Wosobipo                      | Karbi             | Gautam Bora                          |                              |
| 1990 | Perumthachan                  | Malayalam         | Ajayan                               |                              |
| 1991 | Haldhaar                      | Assamesisch       | Sanjeev Hazarika                     |                              |
| 1992 | Mrs. Beatty's Children        | Englisch          | Pamela Rooks                         |                              |
| 1993 | Sunya Theke Suru              | Bengalisch        | Ashoke Viswanathan                   |                              |
| 1994 | Moghamull                     | Tamilisch         | G. Rajasekharan                      |                              |
| 1995 | Kahini                        | Bengalisch        | Malaya Bhattacharya                  |                              |
| 1996 | Rag Birag                     | Assamesisch       | Bidyut Chakraborty                   |                              |
| 1997 | Bhoothakkannadi               | Malayalam         | A. K. Lohithadas                     |                              |
| 1998 | Daya                          | Malayalam         | Venu                                 |                              |
| 1999 | Laado Dollar Dreams           | Haryanvi Englisch | Aswini Chowdhary Shekhar Kammula     |                              |
| 2000 | Sayahnam                      | Malayalam         | R. Sarath                            |                              |
| 2001 | Thiladaanam                   | Telugu            | K. N. T. Sastry                      |                              |
| 2002 | Patal Ghar Prohor             | Bengalisch        | Abhijit Chaudhary Subhadro Chaudhary |                              |
| 2003 | Margam                        | Malayalam         | Rajiv Vijaya Raghavan                |                              |
| 2004 | Grahanam                      | Telugu            | Mohan Krishna Indraganti             |                              |
| 2005 | Parineeta                     | Hindi             | Pradeep Sarkar                       | Vidhu Vinod Chopra           |
| 2006 | Eakantham Kabul Express       | Malayalam Hindi   | Madhu Kaithapuram Kabir Khan         | Anthony Joseph Aditya Chopra |
| 2007 | Frozen                        | Hindi             | Shivajee Chandrabhushan              | Shivajee Chandrabhushan      |
| 2008 | A Wednesday!                  | Hindi             | Neeraj Pandey                        | UTV Motion Pictures          |

Derzeit erhalten Produzent und Regisseur des Gewinnerfilms je einen Swarna Kamal und ein Preisgeld von 125.000 Rupien.